# Python Software Foundation License
Python Software Foundation License（略: PSFL）は、BSDスタイルの許容的自由ソフトウェアライセンスであり、GNU General Public Licenseと互換性のあるライセンスである。このライセンスの主な用途は、Pythonプロジェクトの配布用である。GPLとは異なり、PSFLはコピーレフトのライセンスではない。そのため、コードをオープンソースにせずに元のソースコードの変更をすることが許されている。PSFLはFSFとOSIの承認ライセンスである。

## 概要
Pythonの初期のバージョンは、GPLと互換性のないPython Licenseの下で配布されていた。この非互換性の理由は、Python Licenseは米国のバージニア州の法律に準拠されており、GPLはこれを認めていないためだとフリーソフトウェア財団は述べている。
Pythonの開発者であるグイド・ヴァンロッサムがこの非互換性を解決するライセンスに変更した年、彼はFSF Free Software Awardsを受賞した。